# Ioan Silviu Suciu
Ioan Silviu Suciu (né le 24 novembre 1977 à Sibiu) est un gymnaste roumain.

## Palmarès

### Jeux olympiques
- Athènes 2004
  -  médaille de bronze par équipes

### Championnats du monde
- Melbourne 2005
  -  médaille d'argent au cheval d'arçons

### Championnats d'Europe
- Brême 2000
  -  médaille d'or au saut de cheval

- Patras 2002
  -  médaille d'argent au cheval d'arçons

- Ljubljana 2004
  -  médaille d'or au cheval d'arçons